# William Henry Clarence
William Henry Clarence (Bluefields, 1856-Bluefields, 1879) también conocido como William II de la Moskita fue el decimotercer gobernante de la Dinastía Misquito del reino de la Mosquita entre 1865 a 1879. 

## Biografía
Fue educado de forma privada en Kingston, en la colonia de Jamaica. Tuvo éxito a la muerte de su tío George Augustus Frederic II, el 27 de noviembre de 1865 y fue coronado, c. 23 de mayo de 1866. Su reinado vio varias transformaciones, comenzando por la reincorporación de la mosquita por parte de Honduras en 1868, el cual ya antes había negociado con los británicos la re adquisición de este territorio. Su gobierno estuvo amparado bajo un Consejo de Regencia hasta que alcanzó la mayoría de edad y asumió plenos poderes de gobierno en 1874.  En 1877 se había quejado ante el gobierno de Inglaterra por el trato recibido. 
Para zanjar las diferencias en la interpretación del Tratado de Managua, Nicaragua e Inglaterra decidieron someter la cuestión al Emperador Francisco José I de Austria. El Laudo emitido el 2 de junio de 1881 expresa que la soberanía de Nicaragua, está limitada por la autonomía reconocida a los indios misquitos, quienes además tienen derecho a explotar los productos naturales.
Estados Unidos, rechazó el Laudo, el Secretario de Estado Norteamericano, en nota a su representante en Londres, expresaba: "En el convenio de arbitramento, el Gobierno de los Estados Unidos no fue parte y no está obligado por el Laudo del Árbitro, ni de ningún modo comprometido a admitir el derecho de la Gran Bretaña a intervenir en las diferencias entre la República de Nicaragua y los indios que viven dentro de sus límites"

### Muerte
Murió el 5 de mayo de 1879 el mismo año en el que nacería su hijo y último monarca Misquito, Robert Henry Clarece.